# Yeison Mendoza
Yeison Mendoza (Palmira, Colombia; 22 de marzo de 1994-Cali, Colombia; 5 de septiembre de 2019) fue un futbolista colombiano. Jugó de defensa. Fue asesinado el 5 de septiembre de 2019 en la ciudad de Cali.
Era hermano del futbolista John Stiven Mendoza.

## Fallecimiento
Yeison Mendoza falleció producto de dos balazos propinados por un sicario el día 5 de septiembre de 2019 a sus 25 años. Los hechos ocurrieron en Villas de San Joaquín en la ciudad de Cali.

## Clubes
| Club             | País     | Año       | PJ | Goles |
| ---------------- | -------- | --------- | -- | ----- |
| América de Cali  | Colombia | 2013-2014 | 5  | 0     |
| Orsomarso        | Colombia | 2016      | 15 | 0     |
| Llaneros         | Colombia | 2017      | 7  | 0     |
| Valledupar F. C. | Colombia | 2019      | 11 | 0     |

## Anexos
- Anexo:Futbolistas fallecidos en activo